# Rustam Agajew
Rustam Arbijewicz Agajew (ros. Рустам Арбиевич Агаев; ur. 1 maja 1982) – rosyjski, a w latach 2004 - 2005 azerski zapaśnik walczący w stylu wolnym. Olimpijczyk z Aten 2004, gdzie zajął piąte miejsce w kategorii 96 kg.
Szesnasty na mistrzostwach świata w 2005. Brązowy medalista mistrzostw Europy w 2004. Pierwszy w  Pucharze Świata w 2004.
Trzeci na mistrzostwach Rosji w 2006 roku.